# بنتلی اس۱

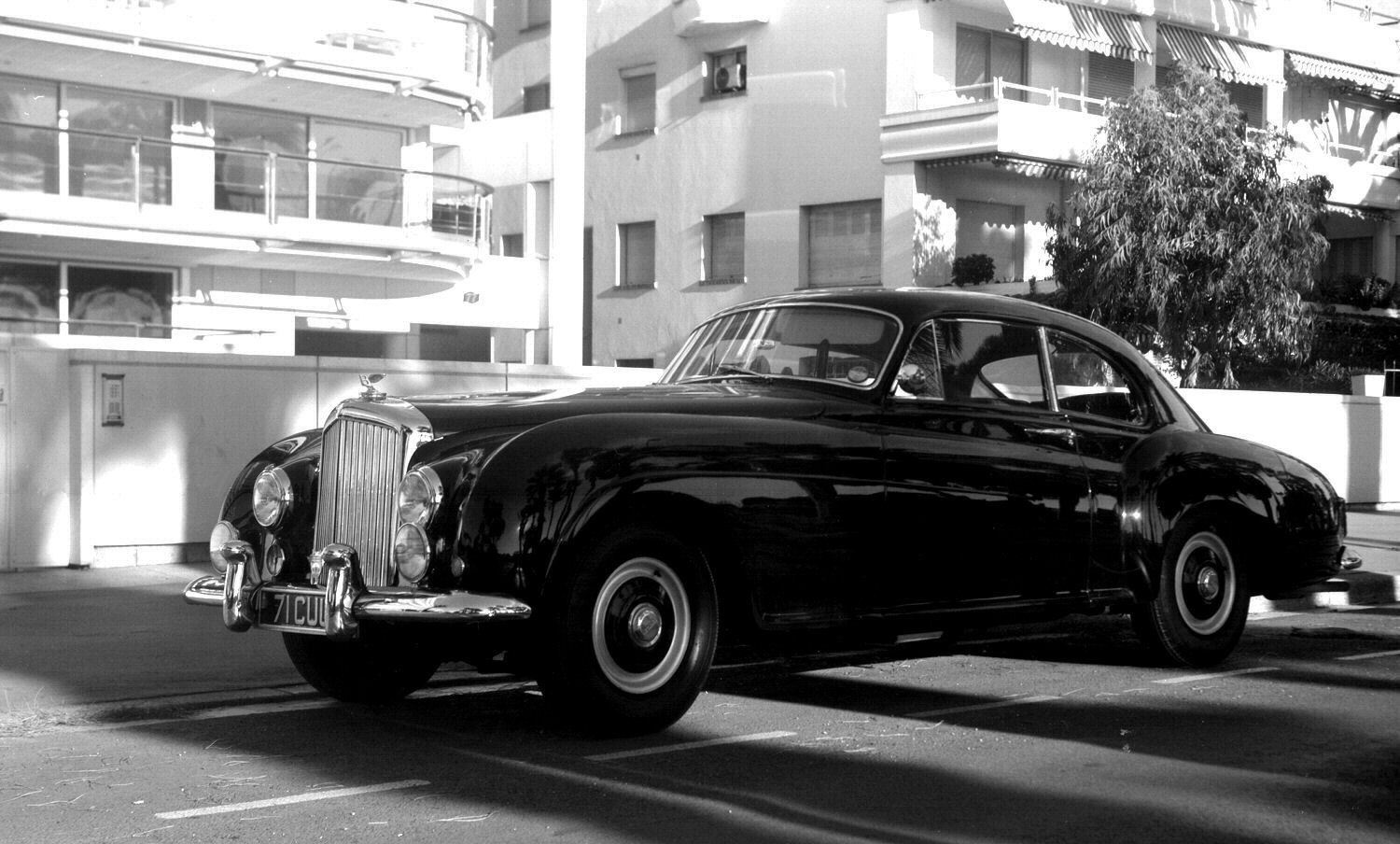

بنتلی اس۱ (به انگلیسی: Bentley S1) خودرویی است که در سال‌های ۱۹۵۵ تا ۱۹۵۹(به تعداد ۳۵۳۸) در انگلستان تولید شده‌است.
طراحی آن موتور جلو-محور عقب بوده طول آن در حالت طبیعی ۲۱۲ اینچ (۵٬۴۰۰ میلیمتر) و عرض آن در حالت طبیعی ۷۴ اینچ (۱٬۹۰۰ میلیمتر) است. سیستم جعبه‌دندهٔ آن ۴ دنده به دو صورت خودکار و دستی است.